# Vaccarizzo Albanese
Vaccarizzo Albanese (albanès Vakarici) és un municipi italià, dins de la província de Cosenza. L'any 2007 tenia 1.236 habitants. És un dels municipis on viu la comunitat arbëreshë. Limita amb els municipis d'Acri, San Cosmo Albanese i San Giorgio Albanese.

## Administració
| Període | Identitat   | Partit        |
| ------- | ----------- | ------------- |
| 2006-   | Aldo Marino | Llista cívica |